# Improphantes multidentatus
Improphantes multidentatus är en spindelart som först beskrevs av Jörg Wunderlich 1987.  Improphantes multidentatus ingår i släktet Improphantes och familjen täckvävarspindlar.
Artens utbredningsområde är Kanarieöarna. Inga underarter finns listade i Catalogue of Life.